# Grjazev-Sjipoenov GSj-23

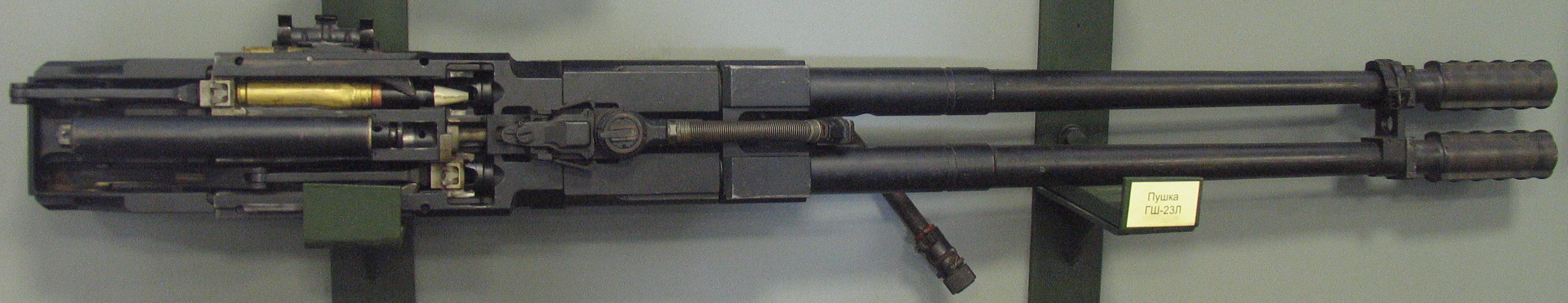
De GSj-23L

De Grjazev-Sjipoenov GSj-23 (Russisch: ГШ-23) is een snelvuurkanon met twee lopen van kaliber 23 mm ontworpen door Grjazev en Sjipoenov als boordgeschut op jachtvliegtuigen van de Sovjet-Unie en nadien Rusland.
Het verving in 1965 de Noedelman-Richter NR-23 en Richter R-23.
KBP Instrument Design Bureau in Toela bouwt het.
Er zijn twee lopen en afvuren van de ene drijft met zijn terugslag het mechanisme van de andere aan, zodat hij minder slijt en sneller schiet dan met een enkele loop. Hij schiet niet zo snel als een Gatling gun met meer lopen, maar start sneller, omdat hij niet eerst aan het draaien gebracht moet worden.

## Specificaties
- Aantal lopen: 2
- Terugslag: ja
- Mondingsrem: ja
- Massa: 49,2 kg
- Lengte: 1387 mm
- Lengte lopen: 1000 mm
- Granaten: 23 mm x 115 mm
- Vuursnelheid: 3600 schoten / min
- Mondingssnelheid: 715 m/s

## Vliegtuigen
- Mikojan-Goerevitsj MiG-21
- Mikojan-Goerevitsj MiG-23
- Soechoj Soe-17
- Soechoj Soe-25
- Toepolev Tu-22M
- Toepolev Tu-95MS
- Toepolev Tu-142M3
- Iljoesjin Il-76TD
- SOKO J-22 Orao
- CAC/PAC JF-17 Thunder
- HAL Tejas
- Aero L-39 Albatros
- IAR-93 Vultur
- Mil Mi-24VP
- PZL W-3 Sokół
- NPPU-23

## Gebruikers
- Brazilië
- Bulgarije
- Chinese Volksrepubliek
- Egypte
- India
- Irak
- Kroatië
- Oekraïne
- Pakistan
- Polen
- Roemenië
- Rusland
- Servië
- Sovjet-Unie
- Tunesië
- Vietnam